# Mauritz Landström
Kristian Mauritz Gustaf Landström, född 22 september 1845 i Rogslösa församling, Östergötlands län, 6 januari 1927 i Åsbo församling, Östergötlands län, var en svensk präst i Åsbo församling och kontraktsprost i Göstrings kontrakt.

## Biografi
Mauritz Landström föddes 22 september 1845 i Rogslösa socken. Han var son till fanjunkaren Karl Edvard Landström och Fredrika Gustafva Enander. Landström blev 1865 student vid Uppsala universitet, Uppsala. Han tog 14 december 1867 teologisk-filosofisk examen, 29 maj 1869 teoretisk teologisk examen och 20 december 1869 praktisk teologisk examen. Landström prästvigdes 24 februari 1870 och blev 7 oktober 1872 i Sjögestads församling, tillträde 1874. Han tog 29 december 1882 pastoralexamen och blev 26 februari 1883 kyrkoherde i Åsbo församling, tillträde 1884. Landström blev 7 april 1909 kontraktsprost i Göstrings kontrakt och 1915 ledamot av Vasaorden. Han avled 6 januari 1927 i Åsbo socken.